# Pacifastacus nigrescens
Pacifastacus nigrescens är en kräftdjursart som först beskrevs av William Stimpson 1857.  Pacifastacus nigrescens ingår i släktet Pacifastacus och familjen kräftor. IUCN kategoriserar arten globalt som utdöd. Inga underarter finns listade i Catalogue of Life.